# آلن فینکل
آلن فینکل (انگلیسی: Alan Finkel؛ زادهٔ ۱۷ ژانویهٔ ۱۹۵۳) دانشمند علوم اعصاب، مهندس، کارآفرین و انسان‌دوست استرالیایی است. او در سالهای ۲۰۰۸–۲۰۱۶ به عنوان رییس دانشگاه مانش مشغول به خدمت بود.

## زندگی
فینکل در دانشگاه مانش تحصیل کرد و در سال ۱۹۸۱ دکترای مهندسی برق گرفت. وی سپس به عنوان کارمند تحقیق بعد از دریافت دکتری در دانشگاه ملی استرالیا خدمت کرد. وی یک وسیله تجاری موفق را اختراع کرد که به‌طور قابل توجهی تحقیقات دارو را سرعت می‌بخشد.